# ماتو گرانده
ماتو گرانده (به لاتین: Mato Grande) یک روستا در دماغه سبز است.